# Mark Kleinschmidt
Mark Kleinschmidt (Oberhausen, 28 de mayo de 1974) es un deportista alemán que compitió en remo.
Participó en los Juegos Olímpicos de Atlanta 1996, obteniendo una medalla de plata en la prueba de ocho con timonel. Ganó una medalla de bronce en el Campeonato Mundial de Remo de 1993, en el cuatro con timonel.

## Palmarés internacional
| Juegos Olímpicos   | Juegos Olímpicos         | Juegos Olímpicos  | Juegos Olímpicos   |
| Año                | Lugar                    | Medalla           | Prueba             |
| ------------------ | ------------------------ | ----------------- | ------------------ |
| 1996               | Atlanta (Estados Unidos) | Medalla de plata  | Ocho con timonel   |
| Campeonato Mundial |                          |                   |                    |
| Año                | Lugar                    | Medalla           | Prueba             |
| 1993               | Račice (República Checa) | Medalla de bronce | Cuatro con timonel |